# Генрих II (король Кипра)
Генрих II де Лузиньян (фр. Henri II de Lusignan; 1271 — 31 августа 1324, Строволос, Кипр) — король Иерусалима и Кипра с 1285 года. Генрих был 3-м сыном Гуго III, короля Кипра и Иерусалима, и Изабеллы Ибелин.

## Биография
Генрих 20 мая 1285 года наследовал своему старшему брату Иоанну (Жану) I, при этом, по мнению некоторых авторов, Генрих приказал отравить брата.
От отца и брата Генрих унаследовал права на Иерусалимское королевство. Однако в его руках первоначально находились только области Тира и Бейрута. Противник его отца король Сицилии и Албании Карл I Анжуйский, владевший частью королевства (в том числе Акрой), умер ещё в январе 1285 года, а наследник Карла — Карл II — находился в плену. Желая избежать войны, Генрих при посредничестве ордена госпитальеров вёл переговоры с Великим Магистром ордена тамплиеров, с которым его отец враждовал с 1273 года. В результате было подписано мирное соглашение, и 24 июня 1286 года Генрих де Лузиньян вошёл в Акру. Бальи, назначенный ещё Карлом Анжуйским, укрылся в замке, однако 29 июня сдался. После этого Генрих 15 августа короновался в кафедральном соборе Тира. Затем он вернулся на Кипр, назначив бальи Иерусалима своего дядю Филиппа Ибелина.
Однако вскоре остатки Иерусалимского королевства были захвачены мамлюками. Они захватили Лаодикею, последний город Антиохийского княжества (1287 год), затем пал Триполи (1288 год). Генрих всячески пытался защитить королевство. В 1289 году ему удалось договориться с мамлюкским султаном о перемирии. 26 сентября Генрих назначил бальи своего брата Амори. Сенешаля Жана де Гральи он послал к папе римскому Николаю IV с призывом о помощи. Но 28 мая 1291 года мамлюки захватили Акру. Немногие спасшиеся нашли убежище на Кипре. Генрих пытался отвоевать потерянные земли, заключил договор с монгольским ханом Персии, но успеха не добился.
В результате Генрих сосредоточился на управлении Кипром. Однако он страдал приступами эпилепсии, которые делали его беспомощным, из-за чего кипрская знать организовала против него заговор. В 1303 году против него восстал один из братьев, Ги, коннетабль Кипра, однако он был схвачен и казнён. А в 1306 году другой брат, Амори, бывший сеньор Тира, сговорившись с тамплиерами, сумел захватить власть. Генрих был выслан в Киликию, где его держал в плену царь Ошин (на сестре царя был женат Амори). Амори не принял королевский титул, он именовал себя губернатором и регентом Кипра.
Только после того, как в 1310 году Амори был убит, Ошин освободил Генриха. Вернувшись на Кипр, он с помощью рыцарей ордена госпитальеров вернул себе власть и схватил сторонников Амори, среди которых был его брат Эмери, зять Балиан Ибелин, титулярный князь Галилеи, Гуго Ибелин и ещё несколько представителей рода Ибелинов. В 1313 году Генрих издал указ о роспуске ордена тамплиеров на Кипре, его собственность была передана ордену госпитальеров.
В 1317 году Генрих женился на Констанции, дочери сицилийского короля Федериго II, однако детей у них не было. Он умер 31 августа 1324 года. Кипрский престол унаследовал его племянник Гуго IV, сын казнённого Ги.

## Брак
Жена: с 16 октября 1317 года (Никосия) Констанция Сицилийская (ок. 1307 — после 19 июня 1344), инфанта Сицилийская, дочь Федериго II, короля Сицилии, и Элеоноры Анжу-Сицилийской. Детей не было.